# Piazza San Matteo

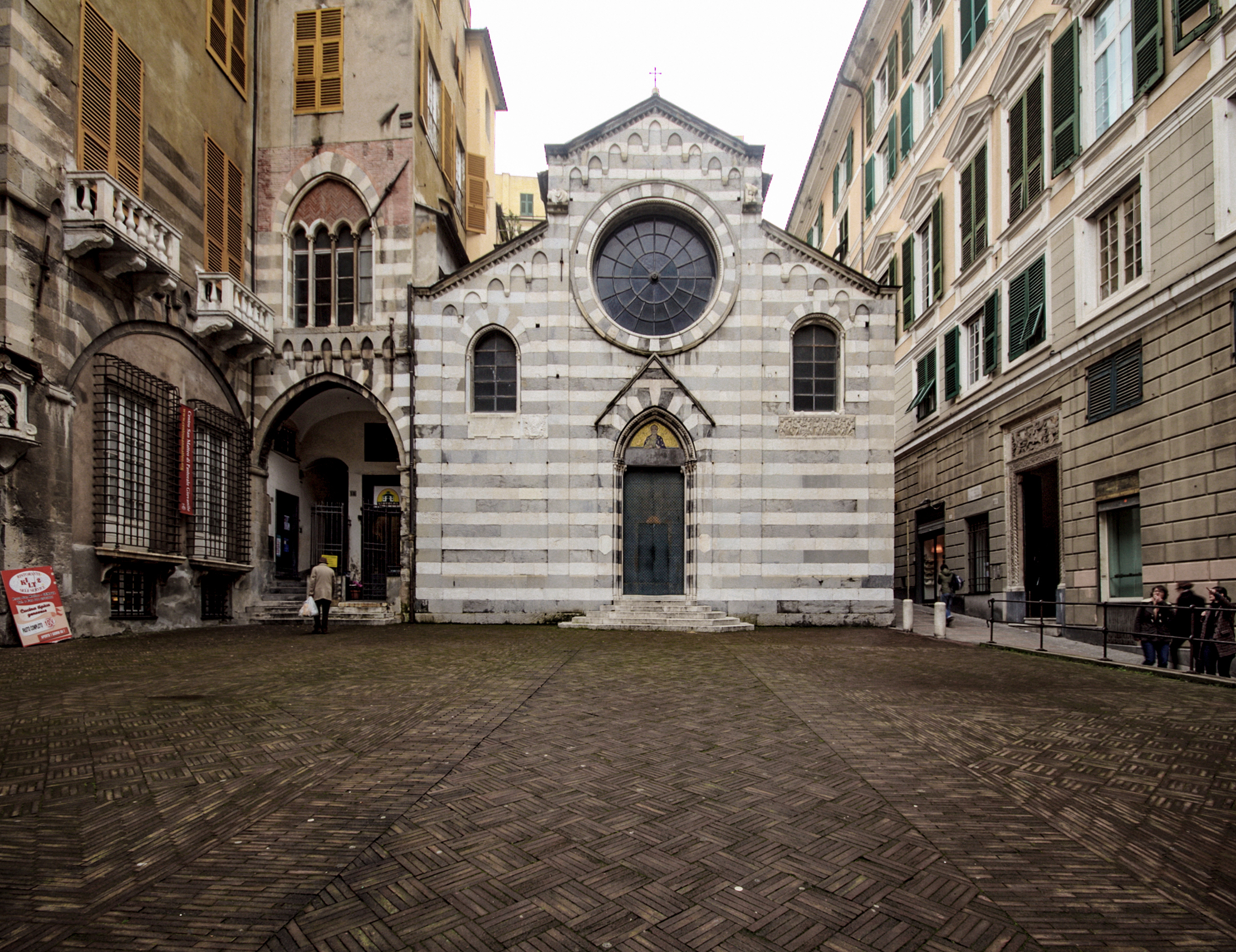
Piazza san Matteo, lato nord

Piazza San Matteo, una delle principali del centro storico di Genova, nel sestiere del Molo, è stata il cuore della consorteria di una delle più illustri famiglie genovesi, quella dei Doria.
Si trova a poca distanza dalla centralissima piazza De Ferrari, a cui la collega la breve salita San Matteo. Realizzata nel 1278 al tempo della ricostruzione della chiesa di San Matteo, è sostanzialmente conservata nel suo aspetto originario. Diversi palazzi della famiglia, caratterizzati da fregi di archetti e paramento a bande bianche e nere, la circondano interamente creando un suggestivo ambiente medioevale ma ancora oggi vitale.
La chiesa di San Matteo, affacciata sulla piazza, è stata una cappella gentilizia di questa famiglia. Pur essendo divenuta parrocchiale nei secoli successivi, ancora oggi la nomina dell'abate che la officia dipende dagli eredi dei Doria, che ne restano proprietari.
Una prima chiesa intitolata a san Matteo venne eretta attorno al 1125, dal benedettino Martino Doria, anch'egli appartenente all'aristocratica famiglia. L'intitolazione a San Matteo era legata alla sua professione di gabelliere, proprio come i Doria che pertanto ne fecero il loro patrono.

## Storia

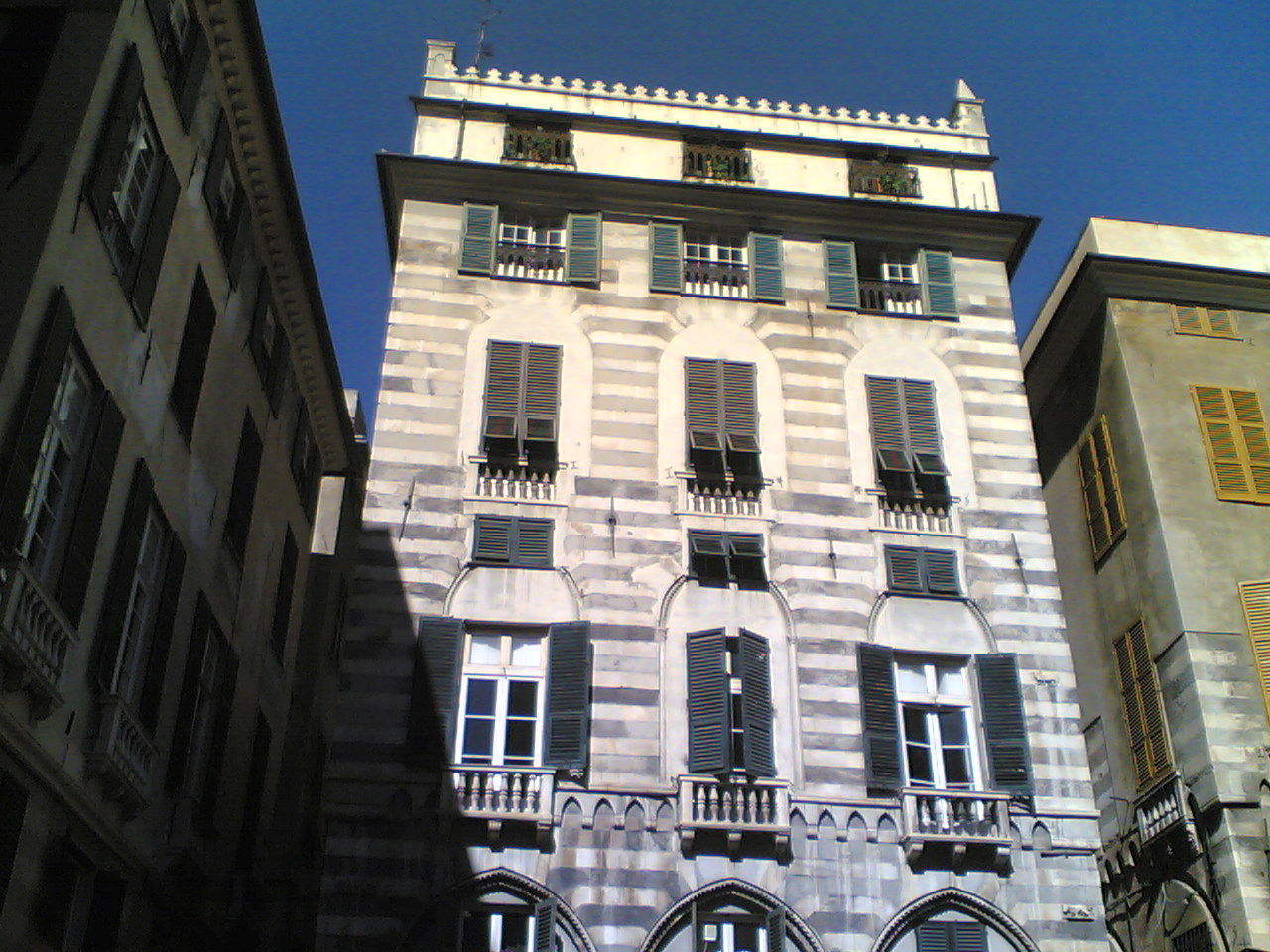
Scorcio della piazza San Matteo: palazzo di Domenicaccio Doria

Nel XIII secolo i Doria trasformano con nuovi e più grandi edifici questo loro centro. La collocazione era strategica rispetto al tessuto urbano della città poiché si trovava in un punto nodale, al centro del complesso delle maggiori consorterie nobiliari, a poca distanza dalla cattedrale di San Lorenzo, da piazza Soziglia e da via Luccoli.
Inizialmente il borgo dei Doria, esterno alle mura carolingie del IX secolo, si estendeva da San Matteo sino alla porta di Serravalle (attuale zona di via Tommaso Reggio), controllando l'uscita della città da questa parte. Nel XII secolo con la costruzione delle nuove mura dette del Barbarossa, fu inserito entro la cerchia urbana.
La sistemazione della piazza nella seconda metà del Duecento corrisponde a quella attuale, pur con le modifiche interne dei vari edifici. In essa il borgo si restringe, con la vendita di alcune case ad Alberto Fieschi verso la porta di Serravalle, e di altre, che avrebbero poi costituito il primo nucleo del nuovo palazzo Ducale, al Comune.

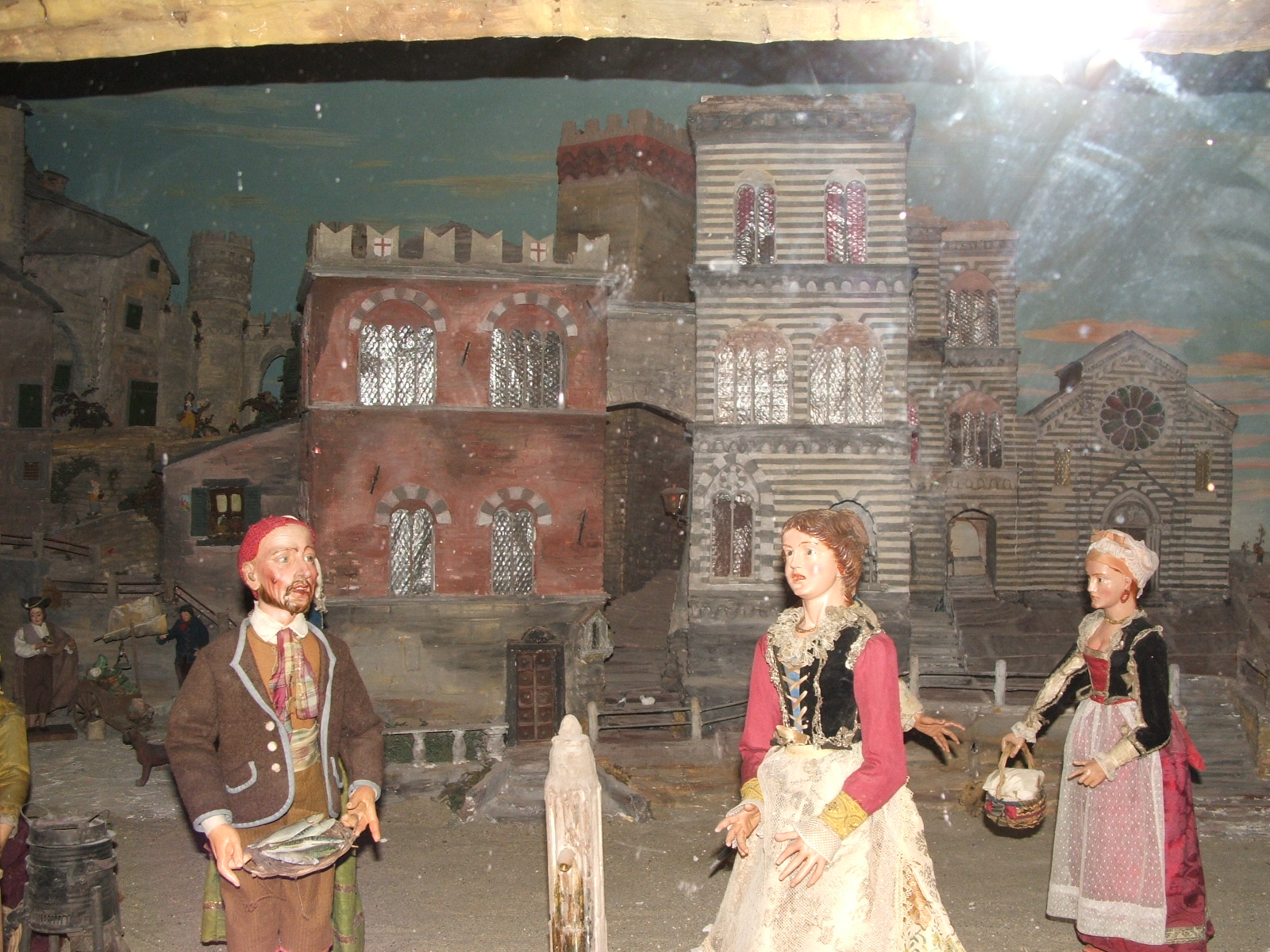
La riproduzione della chiesa e della piazza San Matteo nel presepe genovese al santuario della Madonnetta

Nel 1278 venne ricostruita la chiesa, in stile gotico, arretrandone la facciata rispetto alla precedente chiesa romanica del 1125, completamente demolita. La nuova chiesa, più grande della precedente, venne realizzata nello stesso stile dei palazzi, con i quali è direttamente collegata, soprattutto con quello di Branca Doria, il più antico, coevo alla chiesa, che conserva all'interno un affresco di Bernardo Strozzi raffigurante il Trionfo di David.
Dei palazzi la chiesa riprende le arcate ogivali e il paramento a strisce bianche e grigie, realizzato alternando marmo bianco e pietra di Promontorio, a sottolineare il suo ruolo di centro prestigioso della consorteria. Infine tra il 1308 e il 1309 fu realizzato il chiostro, a sinistra della chiesa e dietro palazzo di Branca Doria.

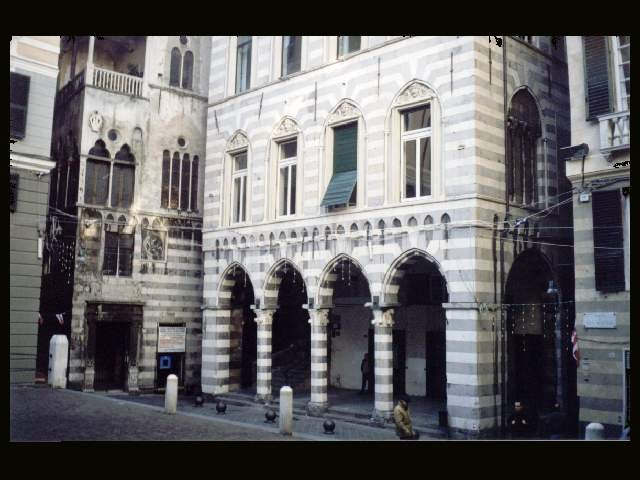
Un altro scorcio: il palazzo di Lamba Doria, il portico; nell'angolo a sinistra il palazzo donato dal Comune ad Andrea Doria

La nuova piazza creata dall'arretramento della chiesa assume forma quadrata, mostrando in ciò una volontà di maggiore razionalizzazione dello spazio disponibile. Inoltre arretrando la chiesa, data la pendenza del terreno, essa venne a trovarsi sopraelevata rispetto alla piazza, quindi la sua facciata, benché di altezza minore rispetto ai palazzi circostanti, non sfigura in mezzo ad essi.
Nella piazza dopo quello di Branca Doria sorsero nuovi palazzi: quello di Lamba Doria, dono della Repubblica al vincitore di Curzola, con un portico a quattro arcate e formato da due corpi di fabbrica affiancati unificati nella facciata, quello di Domenicaccio Doria, con portico a tre arcate ogivali, il palazzo Gnecco Quartara, già Giorgio Doria, con portale quattrocentesco di Giovanni Gagini raffigurante San Giorgio e il drago, ritenuto uno dei più pregevoli portali rinascimentali di Genova, ed altri sempre di esponenti della stessa famiglia.
La piazza viene sistemata a terrazza sopraelevata, livellandola ad una quota superiore rispetto ai vicoli a valle, evidenziando la volontà dei Doria di dare al complesso un'espressione estetica di alto valore.

## Le ristrutturazioni del XV e XVI secolo
Nel XV secolo i portici alla base dei palazzi vengono tamponati, i nuovi portali sono ornati dalle cornici a bassorilievo e dal sovrapporta con quadro raffigurato. Di questi nel palazzo di Domenico Doria il sovrapporta del Gagini, datato 1457. Viene realizzato nel 1486 l'ultimo dei palazzi doriani della piazza, quello di Lazzaro Doria, che nel 1528 sarà donato dal Senato ad Andrea Doria come Padre della Patria; quest'ultimo corrisponde alla tipologia dei palazzi genovesi rinnovata dalle maestranze antelamiche: per i primi due piani sono presenti tre balaustre tra loro simili, con elementi a rocchetto piuttosto panciuti fissati sia al basamento che alla cimasa, a livello del penultimo piano si trovano due balaustre con elementi a colonnina simili al parapetto della loggiata superiore. Il Principe preferì tuttavia abitare nella grande villa di Fassolo. Sempre ad opera dei Gagini è realizzato il portale del trionfo Doria, all'inizio di via Chiossone.

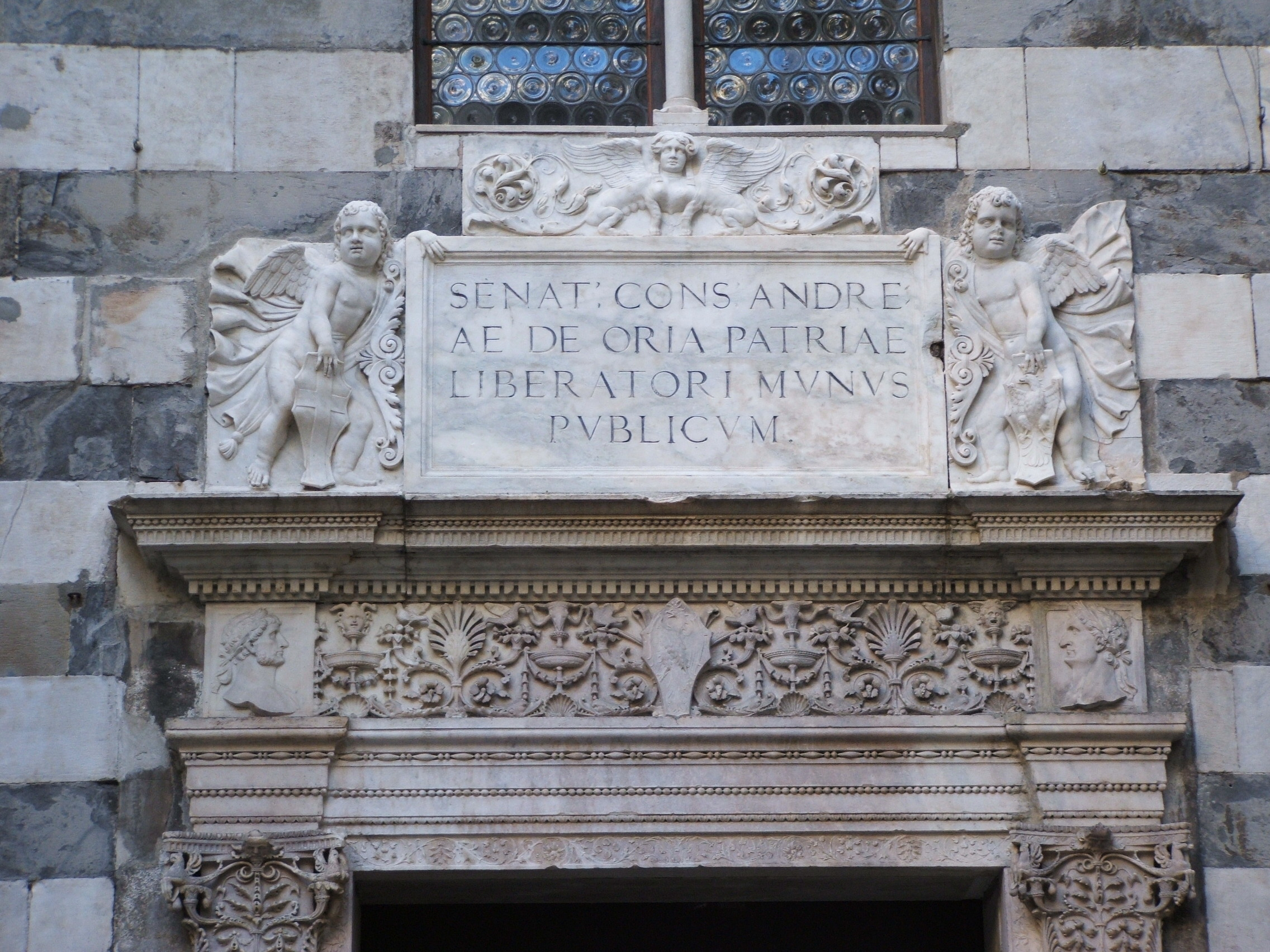
Piazza San Matteo, palazzo costruito nel 1486 e donato ad Andrea Doria come Padre della Patria: l'iscrizione con la dedica sul portale

Le modifiche del XVI secolo sono principalmente legate al ruolo avuto da Andrea Doria, prima come Padre della Patria e quindi come mecenate che introdusse in Genova le nuove forme rinascimentali.
Per volere del Principe, la chiesa di San Matteo viene rivestita all'interno di marmi e affreschi, ad opera di Giovanni Angelo Montorsoli, autore della copia della Pietà di Michelangelo, Giovan Battista Castello detto il Bergamasco e Luca Cambiaso.

## Le successive ristrutturazioni
I palazzi dei Doria ospitano al loro interno collezioni di opere d'arte, od anche sono affrescati dai maggiori artisti del periodo, come Bernardo Strozzi (palazzo di Branca Doria). Il palazzo di Giorgio Doria, situato poco a monte della piazza, che si estendeva dalla chiesa di San Matteo alla piazza di San Domenico (oggi piazza De Ferrari), muta di proprietà. Dopo una prima opzione di utilizzarlo come palazzo di pubblica utilità, venne acquistato nel 1826 da Andrea De Ferrari, padre del futuro Duca di Galliera, Raffaele De Ferrari.
La chiesa venne restaurata a partire dal 1910 sotto la supervisione dell'architetto Alfredo d'Andrade, in collaborazione col comune di Genova, di cui l'assessore alle Belle Arti Gaetano Poggi avviava un intervento di ripulitura della facciata e riportava alle forme originarie l'arco di accesso al chiostro, tamponato nel corso dei secoli. Proseguì questi interventi Orlando Grosso, direttore della Commissione Comunale delle Belle Arti verso gli anni trenta, che nel 1930 avviò nuovi lavori di restauro della stessa chiesa.
La sistemazione a terrazza della piazza, di cui resta il selciato in mattoni del XVII secolo, ripristinato attorno al 1990, subisce nel 1935 una variante nella sostituzione delle due scalette di accesso originarie sul lato a valle con un'unica scalinata che ne occupa tutto il lato.
Alcuni dei palazzi, la chiesa e il chiostro sono stati soggetti ad un'opera di restauro in occasione delle manifestazioni dedicate al cinquecentennario della scoperta dell'America.